# State Fair of Texas

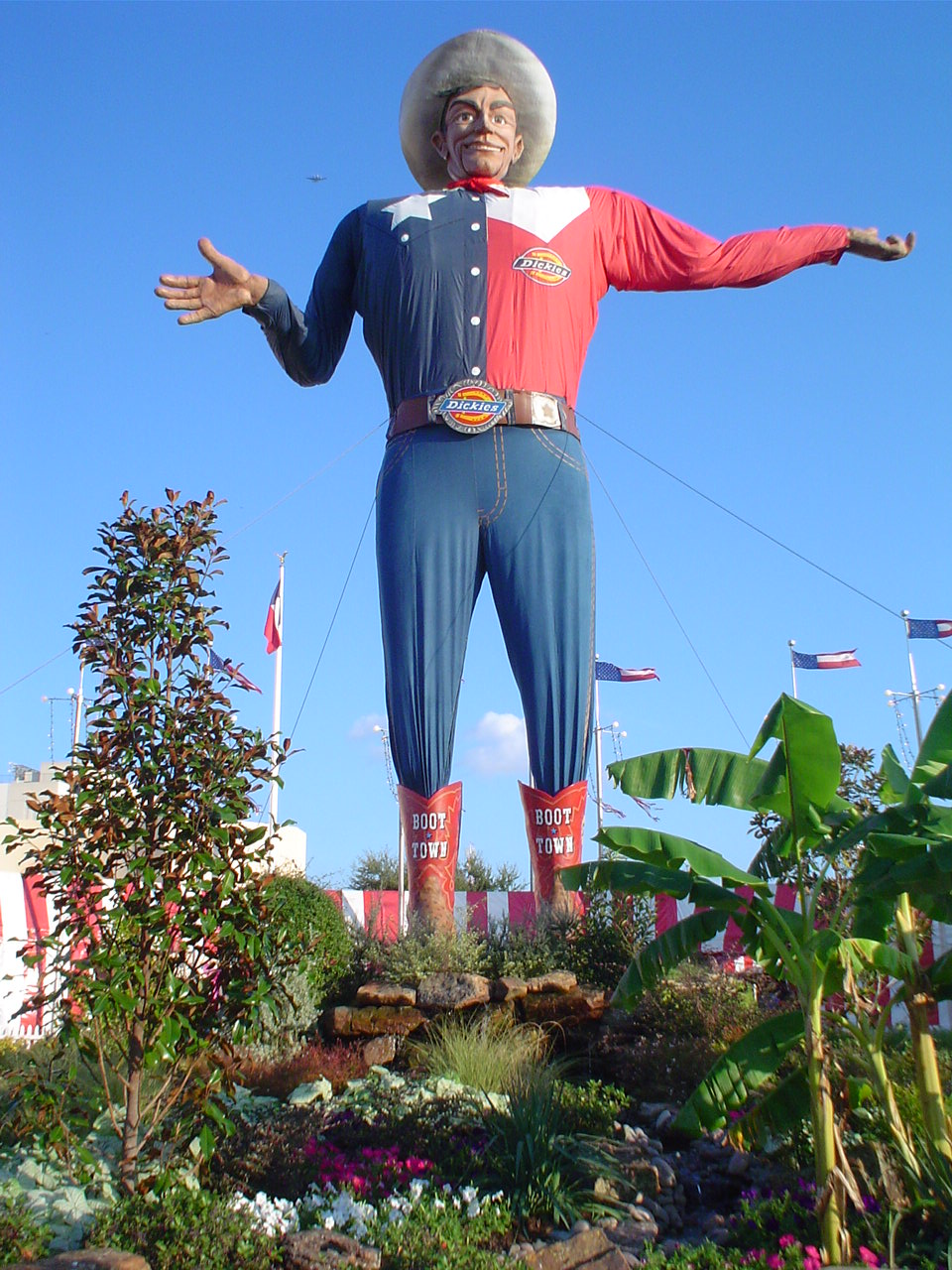
Big Tex, symbole de la foire.

La foire de Dallas (Texas State Fair) est une foire d'état qui se tient annuellement à Dallas au Fair Park. Elle a attiré trois millions de visiteurs en 2002. Elle se tient chaque année de fin septembre à mi-octobre dans le Fair Park depuis 1886 (sauf pendant la Première Guerre mondiale et la Seconde Guerre mondiale) et donne lieu à de multiples manifestations (matchs de sport, exposition de voitures, rodéo, etc.). Son symbole est Big Tex, un cow-boy de 16 mètres de haut, depuis 1952.
La foire de Dallas est un événement majeur de la ville, attirant plus de 2 millions de visiteurs en 2017.